# 컬러 인쇄

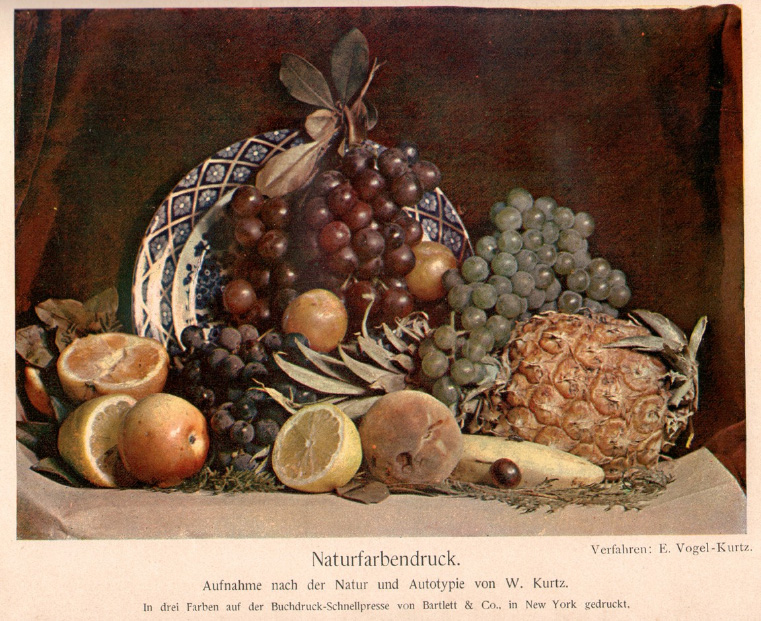
3색 인쇄 공정을 사용하여 인쇄된 이미지. (1893년 1월. William Kurtz.)

컬러 인쇄, 컬러 프린팅(color printing), 색 인쇄, 천연색 인쇄는 이미지나 텍스트를 색으로 재현하는 방법을 말한다. 이와 대조되는 용어로는 더 단순한 방식인 흑백 또는 모노크롬 인쇄라고 한다.

## 개요
인쇄에서 천연의 색을 내려고 할 경우 원고가 가지고 있는 여러 가지 색의 잉크를 모두 사용하지는 않는다. 보통은 원고의 색을 3원색(파란색, 마젠타색, 노란색)으로 분해 촬영하고, 그물눈 스크린을 써서 각각 망점으로 제판한 3개의 판을 만든다. 이것을 차례차례로 겹쳐서 인쇄함으로써 원고의 색을 낸다. 따라서 잉크는 3원색만 있으면 충분하고, 인쇄 화면을 확대해 보면 3가지 단색의 작은 망점이 적당히 배합되어 원고의 색조를 내는 것이다.
원리적으로는 이와 같이 3원색만 있으면 천연의 색이 나오는 것이지만, 실제로는 세부의 흑(black)을 표현하여 상태를 치밀하게 하기 위해 흑을 한 판 더 추가한 4색쇄(四色刷)가 보통이다. 또 잉크의 종류에 의해 색의 표현 범위가 한정되기 때문에, 더욱 정교한 색조를 중시하는 경우에는 중간의 색판을 추가한 다색쇄(多色刷)를 하는 경우도 있다.
즉, 파란색, 마젠타색, 노란색은 색 재현에 사용되는 기본적인 색들이며 여기의 영어 낱말 Cyan, magenta, yellow을 합쳐 CMY라고 호칭되며 여기에 전통적으로 검은 인쇄판을 의미하는 영어 낱말인 키(key)를 합쳐 CMYK라고 부른다.

## 같이 보기
- 오프셋 인쇄
- CMYK 감산혼합